# Hausdorff-ruimte

De punten en gescheiden door hun respectievelijke omgevingen en

In de topologie en andere deelgebieden van de wiskunde is een hausdorff-ruimte een topologische ruimte waarin voor elk tweetal verschillende punten {\displaystyle x,y\in X} disjuncte omgevingen bestaan. Andere termen voor een hausdorff-ruimte zijn gescheiden ruimte of {\displaystyle \mathrm {T} _{2}}-ruimte, terwijl men ook wel zegt dat een dergelijke ruimte de hausdorff-eigenschap heeft. Van de vele scheidingsaxioma's die aan een topologische ruimte kunnen worden opgelegd, is de "hausdorff-eigenschap" ({\displaystyle \mathrm {T} _{2}}-ruimte) de meest gebruikte. Het impliceert de eenduidigheid van limieten van rijen, netten en filters. Intuïtief gesproken is een ruimte een hausdorff-ruimte, wanneer elk tweetal verschillende punten van elkaar kunnen gescheiden door open verzamelingen. Hausdorff-ruimten zijn genoemd naar de Duitse wiskundige Felix Hausdorff, een van de grondvesters van de topologie. Hausdorffs oorspronkelijke definitie van een topologische ruimte (uit 1914) omvatte de hausdorff-eigenschap als een axioma.

## Definities
Laat {\displaystyle X} een topologische ruimte zijn en {\displaystyle x} en {\displaystyle y} punten in {\displaystyle X.} We zeggen dat {\displaystyle x} en {\displaystyle y} gescheiden kunnen worden door omgevingen als er een omgeving {\displaystyle U} van {\displaystyle x} en een omgeving {\displaystyle V} van {\displaystyle y} bestaat zodanig dat {\displaystyle U} en {\displaystyle V} disjunct zijn ({\displaystyle U\cap V=\varnothing }).
{\displaystyle X} is een hausdorff-ruimte als elke twee verschillende punten van {\displaystyle X} gescheiden kunnen worden door omgevingen. Deze voorwaarde is het derde scheidingsaxioma (na {\displaystyle \mathrm {T} _{0}} en {\displaystyle \mathrm {T} _{1}}), om welke redenen hausdorff-ruimten ook wel {\displaystyle \mathrm {T} _{2}}-ruimten worden genoemd. De naam gescheiden ruimte wordt ook gebruikt.
Een verwant, maar zwakker begrip is dat van een prereguliere ruimte. {\displaystyle X} is een prereguliere ruimte als twee willekeurige topologische onderscheidbare punten door omgevingen kunnen worden gescheiden. Prereguliere ruimten worden ook wel R1-ruimten genoemd.

## Eigenschappen
Belangrijke eigenschappen van hausdorff-ruimten zijn:
- Elke compacte deelverzameling van {\displaystyle X} is gesloten.
- Een hausdorff-ruimte {\displaystyle X} is {\displaystyle \mathrm {T} _{1}}, dat wil zeggen dat voor elke {\displaystyle x\in X} de deelverzameling {\displaystyle \{x\}\subset X} bestaande uit het punt {\displaystyle x} gesloten is.
- {\displaystyle X} is dan en slechts dan een hausdorff-ruimte als de deelverzameling {\displaystyle \{(x,x)\mid x\in X\}\subset X\times X} gesloten is in het cartesisch product {\displaystyle X\times X} van {\displaystyle X} met zichzelf, uitgerust met de producttopologie.

De meeste topologische ruimten die in de analyse worden gebruikt, zijn hausdorff-ruimten. In het algemeen is elke metrische ruimte een hausdorff-ruimte. Toch is niet elke topologische ruimte een hausdorff-ruimte. De sierpinksi-ruimte en bijna alle ruimten die zijn uitgerust met een zariski-topologie, die een belangrijke rol speelt in de algebraïsche meetkunde, zijn geen hausdorff-ruimten.

## Voorbeelden en tegenvoorbeelden
Bijna alle ruimten die voorkomen in de analyse zijn hausdorff-ruimten. Belangrijker nog: de reële getallen (onder de standaard metrische topologie op de reële getallen) vormen een hausdorff-ruimte. Meer in het algemeen geldt dat alle metrische ruimten hausdorff-ruimten zijn. In feite hebben vele in de analyse gebruikte ruimten, zoals topologische groepen en topologische variëteiten, de hausdorff-eigenschap uitdrukkelijk opgenomen in hun definities.
Een relatief eenvoudig voorbeeld van een topologie die wel een {\displaystyle \mathrm {T} _{1}}-ruimte is, maar geen hausdorff-ruimte, betreft de cofiniete topologie, die wordt gedefinieerd door een oneindige verzameling.
Pseudometrische ruimten zijn in het algemeen geen hausdorff-ruimten, maar prereguliere ruimten, en zij worden in de analyse meestal alleen gebruikt in de constructie van hausdorff-ijkruimten. Wanneer analisten een niet-hausdorff-ruimte tegenkomen, is deze waarschijnlijk ten minste preregulier, en vervangen zij deze ruimte door de kolmogorov-ruimte, die weer wel hausdorff is.
In contrast daarmee komt men niet-prereguliere ruimten veel vaker tegen in de abstracte algebra en de algebraïsche meetkunde, in het bijzonder als de zariski-topologie op een algebraïsche variëteit of het spectrum van een ring. Zij komen ook voor in de modeltheorie van de intuïtionistische logica: elke volledige heyting-algebra is de algebra van open verzamelingen van enige topologische ruimten, maar deze ruimte hoeft niet preregulier te zijn, laat staan hausdorff.
Hoewel het bestaan van unieke limieten voor convergerende netten en filters impliceert dat een ruimte een hausdorff-ruimte is, zijn er niet-hausdorff-T1-ruimten, waarin elke convergente rij een unieke limiet heeft.

## Preregulariteit versus regulariteit
Alle reguliere ruimten en hausdorff-ruimten zijn preregulier. Er bestaan vele resultaten voor topologische ruimten die zowel voor reguliere als hausdorff-ruimten opgaan. Meestal gelden deze resultaten voor alle prereguliere ruimten; reguliere en hausdorff-ruimten worden apart genoemd, omdat het idee van prereguliere ruimten later kwam. Aan de andere kant zijn de resultaten die alleen over reguliere ruimten gaan, niet van toepassing op niet-reguliere hausdorff-ruimten.

## Voetnoten
1. ↑  Van Douwe, Eric K. An anti-Hausdorff Fréchet space in which convergent sequences have unique limits (Een anti-hausdorff-Frechet-ruimte, waarin convergente rijen unieke limieten hebben). Topology and its Applications (Topologie en haar toepassingen) 51 (1993) 147-158